# Luigi Caburri
Luigi Secondo Caburi (Rocca d'Arazzo, 10 agosto 1915 – Gavi, 29 giugno 1982) è stato un calciatore italiano, di ruolo portiere.

## Carriera
Con il "Bar Cazzola" di Sampierdarena partecipa al campionato ULIC, con cui vince per 2-0 la finale regionale di Seconda Categoria contro l'Ilva Savona.
Dal 1937 al 1939 ha militato in Serie C nel Pontedecimo; nella stagione 1939-1940 ha vinto il campionato di Serie C con il Savona, disputando 26 partite in terza serie con la squadra ligure. Nella stagione 1940-1941 ha esordito in Serie B con il Savona, subendo 8 reti in 14 presenze. Nella stagione 1941-1942 ha poi disputato altre 14 partite, mentre nella stagione 1942-1943 ha giocato 12 partite in seconda serie.
Nel 1945 era nella rosa della Liguria che partecipò alla Coppa Città di Genova che nei primi mesi di quell'anno sostituì il normale campionato a causa degli eventi bellici che sconvolgevano l'Europa in quel periodo. La competizione fu vinta dal Genoa che sorpassò all'ultima giornata i liguriani.
Successivamente nella stagione 1945-1946 è stato il portiere titolare del Savona nel campionato di Serie B-C Alta Italia, nel quale ha disputato 19 partite subendo 32 reti.
In carriera ha giocato in totale 59 partite in Serie B.
Dopo aver lasciato il calcio giocato ha allenato le giovanili della Rivarolese.

## Palmarès

### Club

#### Competizioni nazionali
- Serie C: 1

Savona: 1939-1940